# 論峴洞考試院放火殺人事件
論峴洞考試院放火殺人事件（ノンヒョンドンこうしいんほうかさつじんじけん）は、2008年10月20日に大韓民国ソウル特別市江南区で発生した放火及び殺人事件。

## 事件の概要
2008年10月20日午前8時15分頃、ソウル特別市江南区論峴洞にある考試院
で、3階に住んでいた男が突如ベッドにガソリンをまいて火をつけた。その後、目出し帽やゴーグルなどで全身黒づくめにした格好で部屋の外に出て、火から逃れようとする他の宿泊者を刺身包丁で次々と刺した。
火災は30分後に消し止められたが、5人が犯人に刺され、1人が逃げようとして転落死した。そして7人が負傷した。死傷者の半数近くは、貧困ゆえに考試院住まいを余儀なくされた韓国系中国人であった。
午前9時20分、犯人が4階に隠れているところを発見された。当初は、彼もまた被害者の一人と見られていたが、この事件の犯人であることが分かり緊急逮捕された。
2009年4月22日、ソウル中央地検は現住建造物放火致死、殺人などの疑いで男に死刑を求刑した。同年5月12日に裁判部は被告に求刑どおり死刑を宣告し、男は控訴せず死刑が確定している。

## 犯人
犯人は慶尚北道出身の当時31歳の男で、元配達員であった。当時は失業中で考試院の宿泊費にも事欠く状態であった。そのため自暴自棄となり犯行に及んだという。